# Alijó (freguesia)
Alijó is een plaats (freguesia) in de Portugese gemeente Alijó en telt 2 806 inwoners (2001).